# Воины семи рек
«Воины семи рек», англ. Seven Rivers Warriors — преступная группировка, действовавшая на Территории Нью-Мексико в середине и конце 1870-х годов. Более всего известна участием в Пекосской войне (1876—1877) и Войне в округе Линкольн (1878—1879).

## Причины создания
Первоначально банда была сформирована около 1876 года в Севен-Риверс, округ Линкольн, Территория Нью-Мексико, владельцами мелких ранчо, которые протестовали против захватнической монополистской политики по освоению пастбищ в долине реки Пекос, которую проводил крупный скотопромышленник Джон Чизум. Фактически Чизум действовал в рамках Закона о пустынных землях, позволявшему получать контроль над пастбищами тому, кто первый заявил на них права. Однако стада Чизума намного превышали стада местных ранчеров, и конкуренция с ним на практике была для них невозможна. Большая часть лучших земель для выпаса скота перешла к Чизуму и его ранчо Джинглбоб. К тому же Чизум нанял и вооружил ковбоев и работников ранчо во главе с Джеймсом М. Хайсо для защиты своей собственности и весьма агрессивно пресекал любые попытки вторжения на его территорию. Первоначально в банду вошли Бак Пауэлл, Дик Смит, Энди Бойл, братья Беквиты, У. Х. Джонсон, Джейк Оуэн, Льюис Пэкстон, Натан Андервуд, Майло Пирс, Чарли Вольц, Чарли Перри, а также Роберт и Уоллес Олинджеры.
Банду возглавлял, по большей части, Генри М. «Хью» Беквит, чьи братья Джон и Боб также были её членами. У банды были крепкие связи с местными правоохранительными органами, что помогало им безнаказанно угонять скот Чизума: Боб Беквит и Уоллес Олинджер были заместителями шерифа Уильяма Брейди, а Боб Олинджер был заместителем маршала США на Территории Нью-Мексико. Том Уолкер, дядя позже прославившегося техасского рейнджера Лона Одена, также был членом банды.

## Пекосская война
Первое столкновение произошло в октябре 1876 года в лагере Уайли, примерно в 80 милях от ранчо Чизума, когда ковбой по имени Йопп поссорился с двумя «Воинами семи рек». Йопп схватил винтовку и выстрелил в них, Бак Пауэлл выстрелил в ответ и убил его.
10 марта 1877 года Джеймс Хайсо столкнулся с Диком Смитом в коровнике на Лавинс-Бенд и застрелил его. С Хайсо были сняты обвинения, так как его действия сочли самообороной.
В апреле 1877 года Чизум совершил налёт с тридцатью вооруженными людьми на дом клана Беквитов. Они окружили дом на расстоянии 500 ярдов, перекрыли подачу воды и приказали находившимся внутри сдаться. Беквиты открыли огонь, а Чарльз Вольц и Бак Пауэлл выскользнули наружу, чтобы позвать на помощь. После ночи противостояния ковбои Чизума порекомендовали ему отступить, заявив, что их наняли для перегона скота, а не для того, чтобы в них стреляли.
Существуют данные, что Чизум лично участвовал в линчевании «Воина семи рек», предположительно убившего одного из его людей.
В июне 1877-го Чизум предстал перед судом по обвинениям, предъявленным ему по со стороны владельцев мелких ранчо. Он обвинялся в организации незаконного собрания, организации беспорядков, а также в воровстве и ряде менее значительных преступлений. В ходе судебного процесса все обвинения были сняты. Пекосская война закончилась тупиком, а конфликт между Чизумом и «Воинами семи рек» продолжился во время Войны в округе Линкольн.

## Война в округе Линкольн
В ноябре 1876 года англичанин Джон Генри Танстелл прибыл в округ Линкольн, с целью начать новый бизнес при поддержке Джона Чизума и молодого юриста Александра Максуина. К тому времени округ политически и экономически контролировался Лоренсом Мёрфи и Джеймсом Доланом, владевшими там единственным магазином. К тому же, охотно скупая краденый скот, они заполучили контракт на поставки мяса с правительством США. Танстелл и его адвокат Александр Максуин были противниками их альянса. Мёрфи и Долан попытались выдавить их из бизнеса с помощью угроз и насилия. Компания «Мёрфи и Долан» наняла в качестве боевиков банда Джесси Эванса и банду Джона Кинни, приказав им нападать на скот и пастбища Танстелла. «Воины семи рек» тоже примкнули к ним, в основном из-за того, что Джон Танстелл и Александр Максуин вступили в союз с Чизумом. Джон Танстелл нанял для охраны своего скота ковбоев, одним из которых был Билли Кид. Помимо экономических разногласий, фракции были разделены по этническому и религиозному признаку: люди Мёрфи были в основном католиками-ирландцами, а Танстелл и его союзники — английскими протестантами.
Противостояние привело к тому, что 18 февраля 1878 года Джон Танстелл был убит бандой Эванса, подосланной шерифом Брейди. Это преступление развязало Войну в округе Линкольн, ставшую самым кровавым гражданским конфликтом на Диком Западе. Многие жители округа были вовлечены в войну, поддерживая ту или иную из враждующих сторон, и история соперничества между Танстеллом и Мёрфи была лишь её частью. Кульминацией войны стала Битва за Линкольн (15-19 июля 1878 года). Одним из следствий этой войны также явилось создание банды Билли Кида. И хотя официально боевые действия между враждующими группами были прекращены в начале 1879-го, их отголоски звучали в округе ещё до 1881 года.
«Воины семи рек» принимали участие в ряде боевых столкновений в ходе конфликта.
29 апреля 1878 года члены банды убили Фрэнка Макнаба, предводителя окружного отряда «Регуляторы», сформированного из ковбоев Танстелла. Также в этой стычке им удалось тяжело ранить «Регулятора» Эба Сондерса и захватить в плен «Регулятора» Фрэнка Коу.
На следующий день, 30 апреля 1878 года, «Воины семи рек» Том Грин, Чарльз Маршалл, Джим Паттерсон и Джон Гэлвин были убиты в Линкольне, и, хотя в этом обвиняли «Регуляторов», это так и не было доказано, так как в то время внутри «Воинов семи рек» уже происходили междоусобные распри. Кроме того, утром того же дня в Линкольне Джордж Коу, кузен Фрэнка, ранил члена банды «Воинов семи рек» «Голландца Чарли» Крулинга. Фрэнку Коу вскоре после ареста удалось бежать, предположительно, с помощью заместителя шерифа Уоллеса Олинджера (также являющегося членом банды «Воинов семи рек»), который дал ему пистолет.
15 мая 1878 года «Воин семи рек» «Индеец Мануэль» Сеговия был убит «Регуляторами» в результате карательного рейда в отместку за убийство Макнаба.
«Воины семи рек» участвовали в Битве за Линкольн, в этом бою «Регуляторами» были убиты члены банды Чарли Кроуфорд и Боб Бэквит.

## Конец банды
После окончания Войны в округе Линкольн внутренние противоречия в банде привели к тому, что «Воины семи рек» стали воевать друг с другом, вследствие чего банда распалась. Некоторые из бандитов вернулись к работе на своих ранчо, часть стала правоохранителями.
Член банды Билл Джонсон был убит Хью Беквитом 17 августа 1878 года в Севен-Риверс, Нью-Мексико. Джон Беквит был убит в Севен-Риверс членом банды Джоном Джонсом 26 августа 1879 года. Джон Джонс был застрелен членом банды и заместителем маршала США Бобом Олинджером в Севен-Риверс 29 августа 1879 года. 23 ноября 1879 года член банды Том Уолкер был убит в перестрелке в салуне в Севен-Риверс. Боб Олинджер вместе с заместителем шерифа Джеймсом Беллом были убиты Билли Кидом в Линкольне 28 апреля 1881 года во время побега из тюрьмы. Хью Беквит, лидер банды, продолжал преступную жизнь, но был застрелен при попытке вооружённого ограбления универсального магазина в Пресидио, штат Техас, в 1892 году.

## Известные члены[11]
- Генри М. «Хью» Беквит (главарь; застрелен в Пресидио, Техас, 1892 году);
- Джон М. Беквит (брат Хью; застрелен Джоном А. Джонсом в Севен-Риверс 26 августа 1879 года);
- Роберт «Боб» М. Беквит (брат Хью, заместитель шерифа; застрелен «Регуляторами» во время Битвы за Линкольн 19 июля 1878 года);
- Хосе Чавес-и-Бака (заместитель шерифа; ничего неизвестно о его жизни после Войны в округе Линкольн);
- Эндрю «Энди» Бойл (скончался в округе Донья-Ана, Нью-Мексико, 14 мая 1882 или 1887 года, причины смерти неизвестны);
- Чарли Кроуфорд (застрелен «Регулятором» Фернандо Эррерой во время Битвы за Линкольн 17 июля 1878 года);
- Томас Гаффни (ничего неизвестно о его жизни после Войны в округе Линкольн);
- Джон Гэлвин (застрелен в Линкольне, Нью-Мексико, 30 апреля 1878 года)
- Том Грин (застрелен в Линкольне, Нью-Мексико, 30 апреля 1878 года);
- Чарльз Маршалл (застрелен в Линкольне, Нью-Мексико, 30 апреля 1878 года)
- Джим Паттерсон (застрелен в Линкольне, Нью-Мексико, 30 апреля 1878 года)
- Джон Хёрли (застрелен Николасом Арагоном в Чаперито, Нью-Мексико, 25 января 1886 года);
- Уильям «Билл» Х. Джонсон (застрелен Хью Беквитом в Севен-Риверс, Нью-Мексико, 17 августа 1878 года);
- Роберт «Боб» Олинджер (заместитель шерифа и заместитель маршала США; вместе с заместителем шерифа Джеймсом Беллом застрелен Билли Кидом 28 апреля 1881 года в Линкольне, Нью-Мексико);
- Джон Уоллес Олинджер (брат Боба, заместитель шерифа; умер от пневмонии в Ван-Найсе, Калифорния, 25 февраля 1940 года);
- Джон А. Джонс (застрелен Бобом Олинджером в Севен-Риверс, Нью-Мексико, 29 августа 1879 года);
- Джим П. Джонс (умер от рака в Карлсбаде, Нью-Мексико, 5 февраля 1930 года);
- Уильям М. «Билл» Джонс (скончался от естественных причин в Карлсбаде, Нью-Мексико, 17 марта 1952 года);
- «Голландец Чарли» Крулинг (ничего неизвестно о его жизни после Войны в округе Линкольн);
- Джозеф Нэш (умер от падения с лошади в Денвере, штат Колорадо, в июле 1901 года);
- Чарли Перри (ничего неизвестно о его жизни после Войны в округе Линкольн);
- Сэм Р. Перри (погиб в результате дорожного происшествия в Каньоне Перри в ноябре 1901 года);
- Майло Л. Пирс (скончался от естественных причин в Розуэлле, Нью-Мексико, 20 октября 1919 года);
- Томас Б. «Бак» Пауэлл (заместитель шерифа; скончался от естественных причин в Техасе 31 августа 1906 года);
- Джим Реймер (ничего неизвестно о его жизни после Войны в округе Линкольн);
- Джеймс Б. Риз (убит братьями Санчес в Туларосе, Нью-Мексико, 2 августа 1878 года);
- Боб Спикс (стал членом банды «Скауты Селмена», в 1880 году переехал в Техас и стал техасским рейнджером, вскоре был демобилизован, после чего исчез);
- Мэрион Ф. Тернер (заместитель шерифа; вместе с Джоном А. Джонсом обвинялся в убийстве Александра Максуина 19 июля 1878 года, был амнистирован и, по слухам, переехал в Калифорнию);
- Том Уолкер (застрелен в Севен-Риверс, Нью-Мексико, 23 ноября 1879 года).

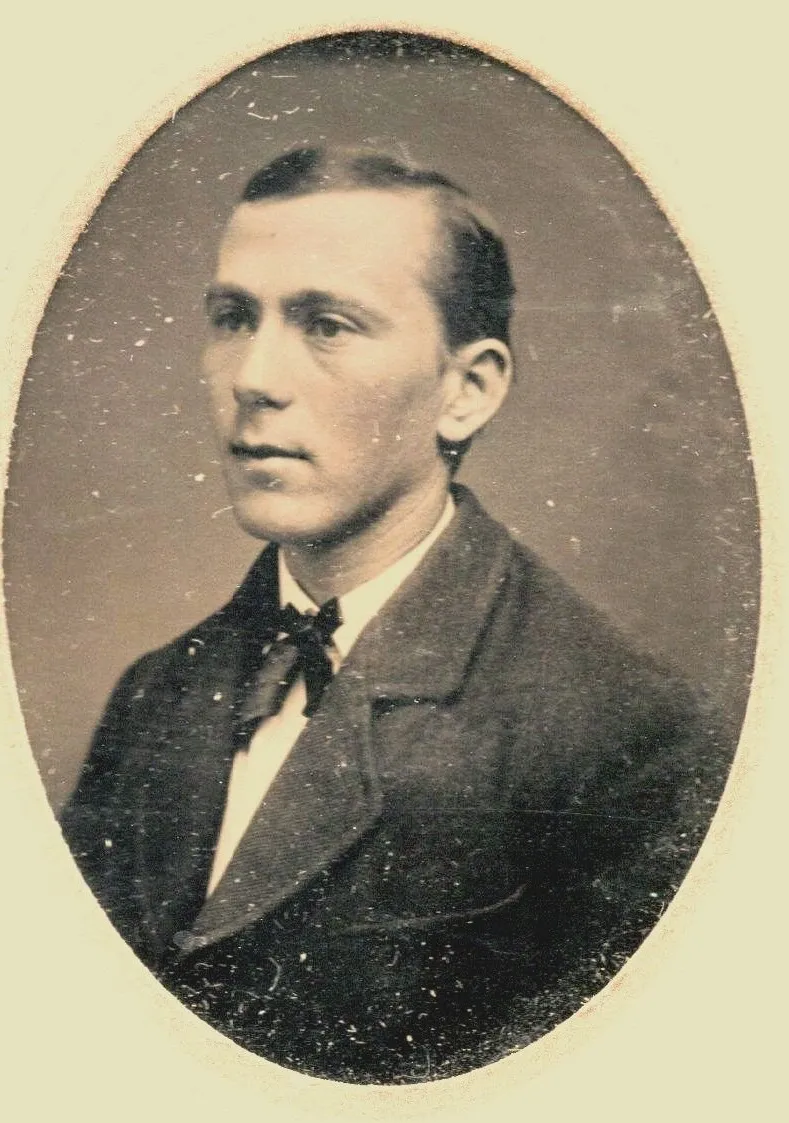
Джон Беквит
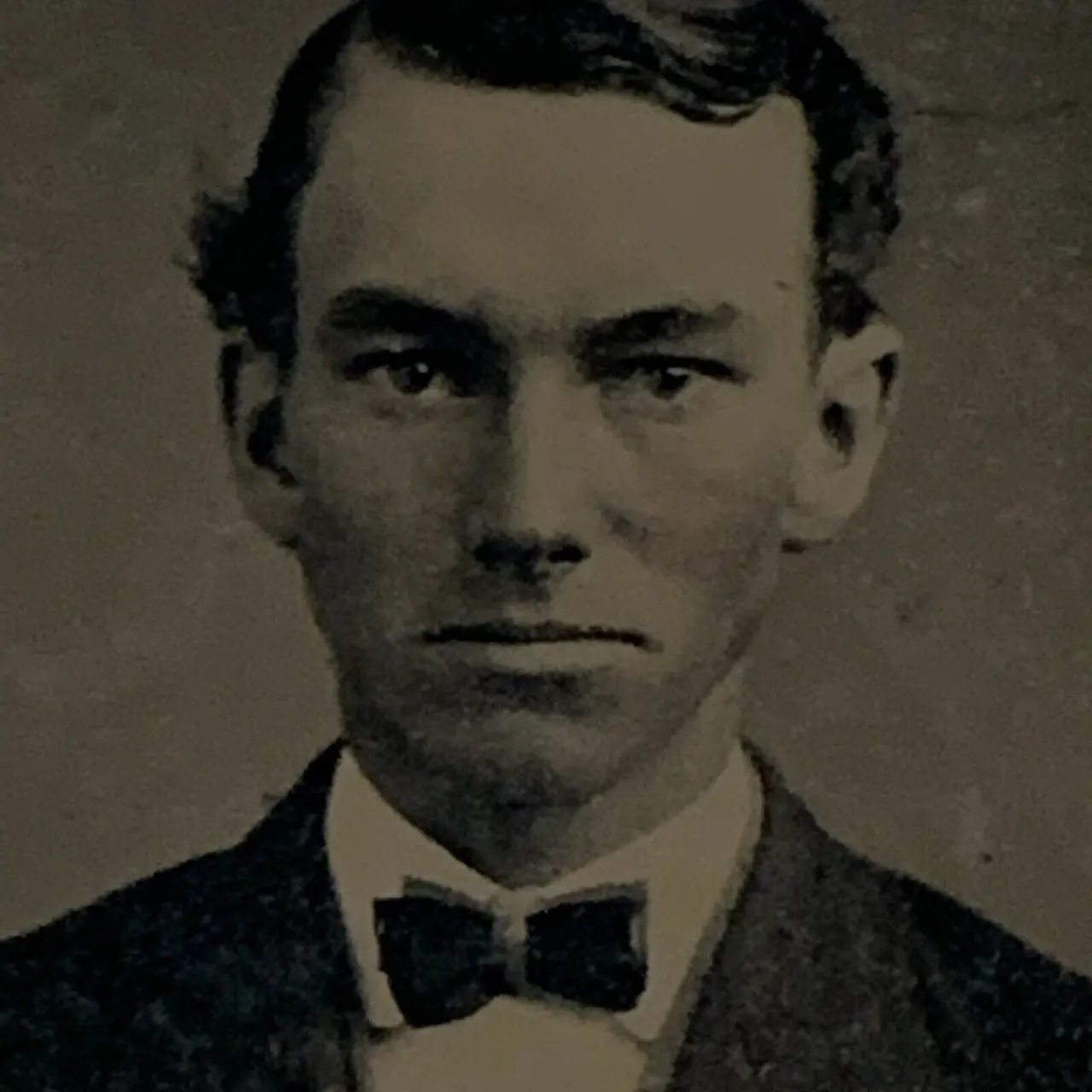
Боб Беквит
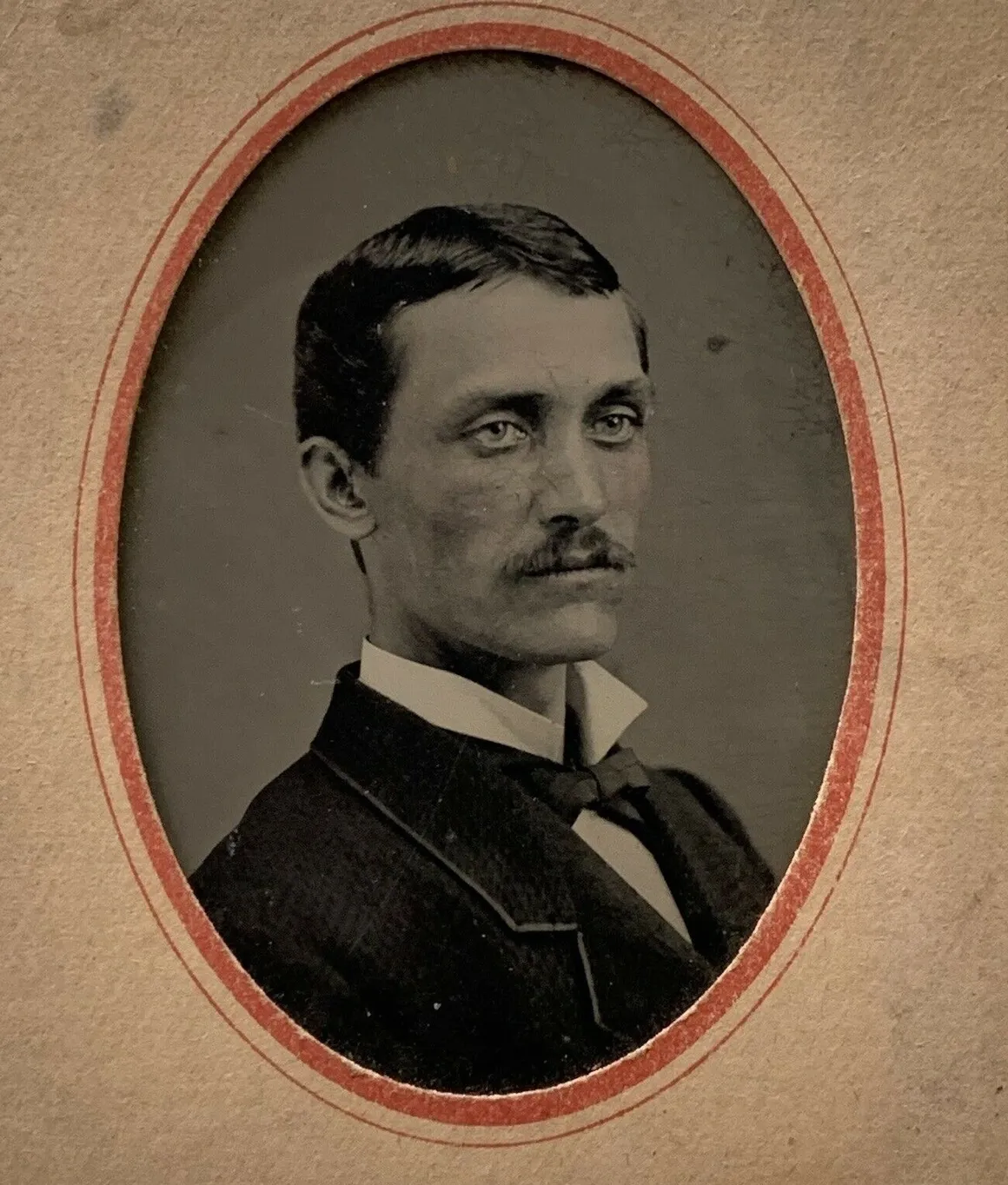
Бак Пауэлл
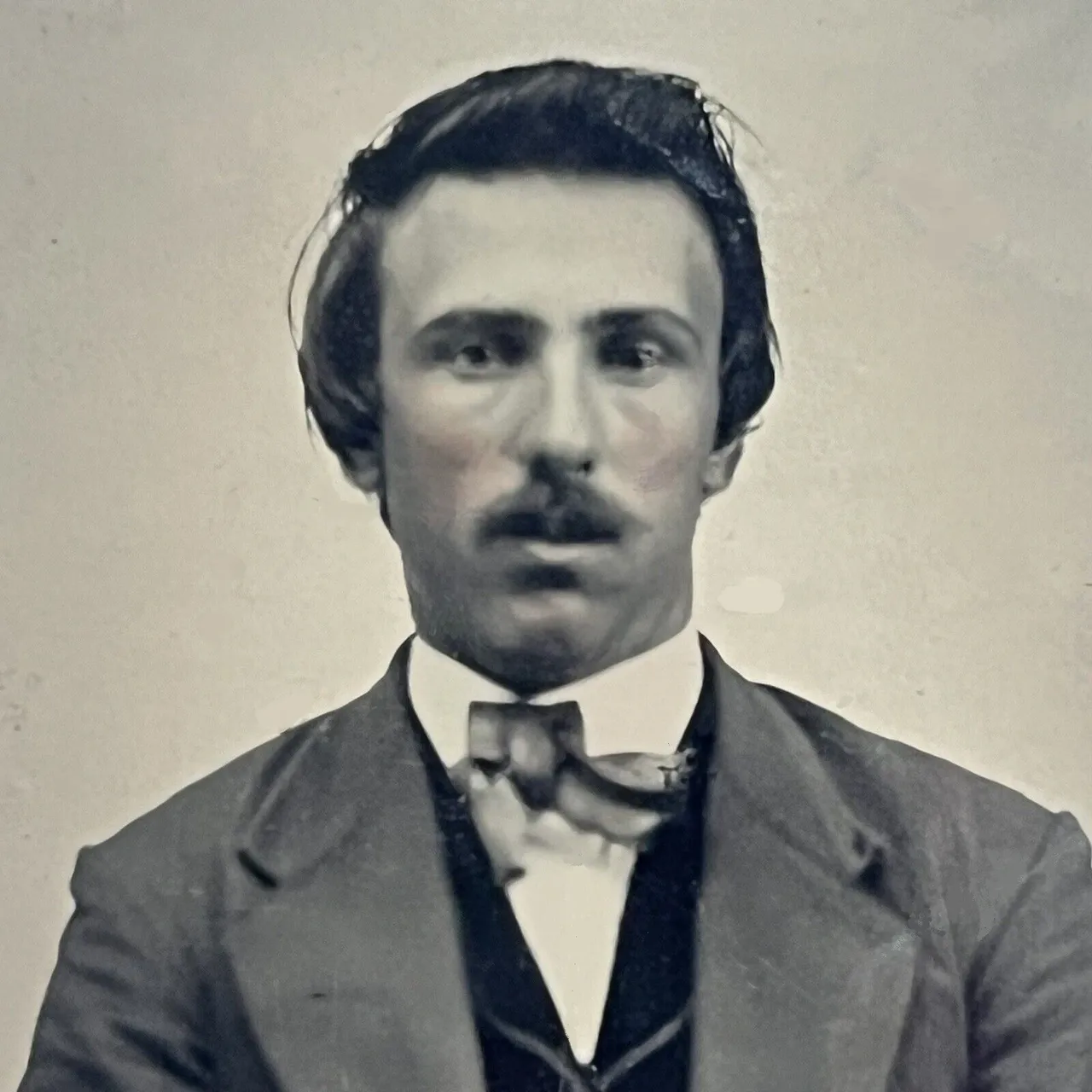
Джон А. Джонс
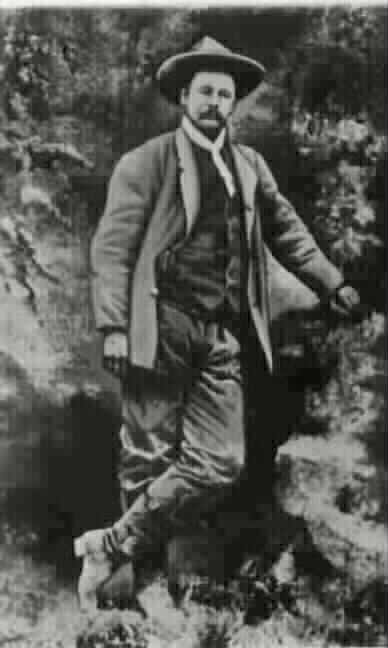
Боб Олинджер
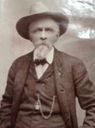
Джон Уоллес Олинджер
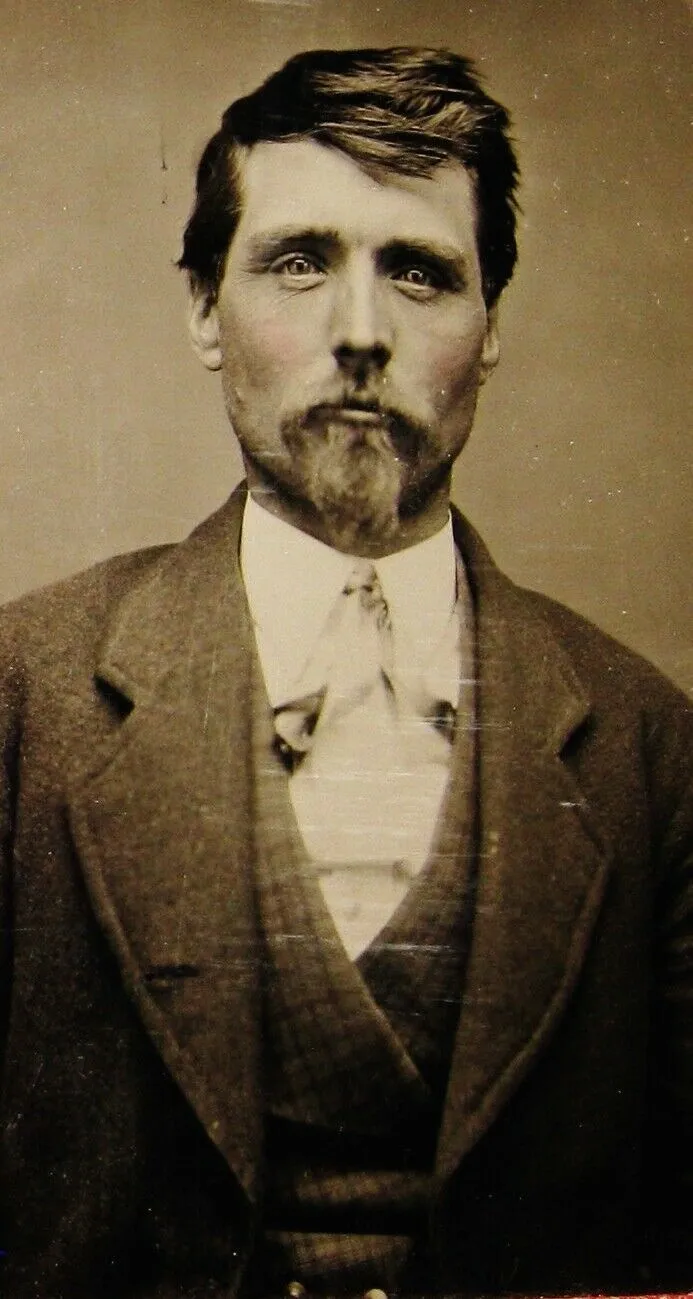
Джон Хёрли